# Völkermarkter Vorstadt
Die Völkermarkter Vorstadt ist der 6. Bezirk der Landeshauptstadt Kärntens Klagenfurt am Wörthersee (Österreich).

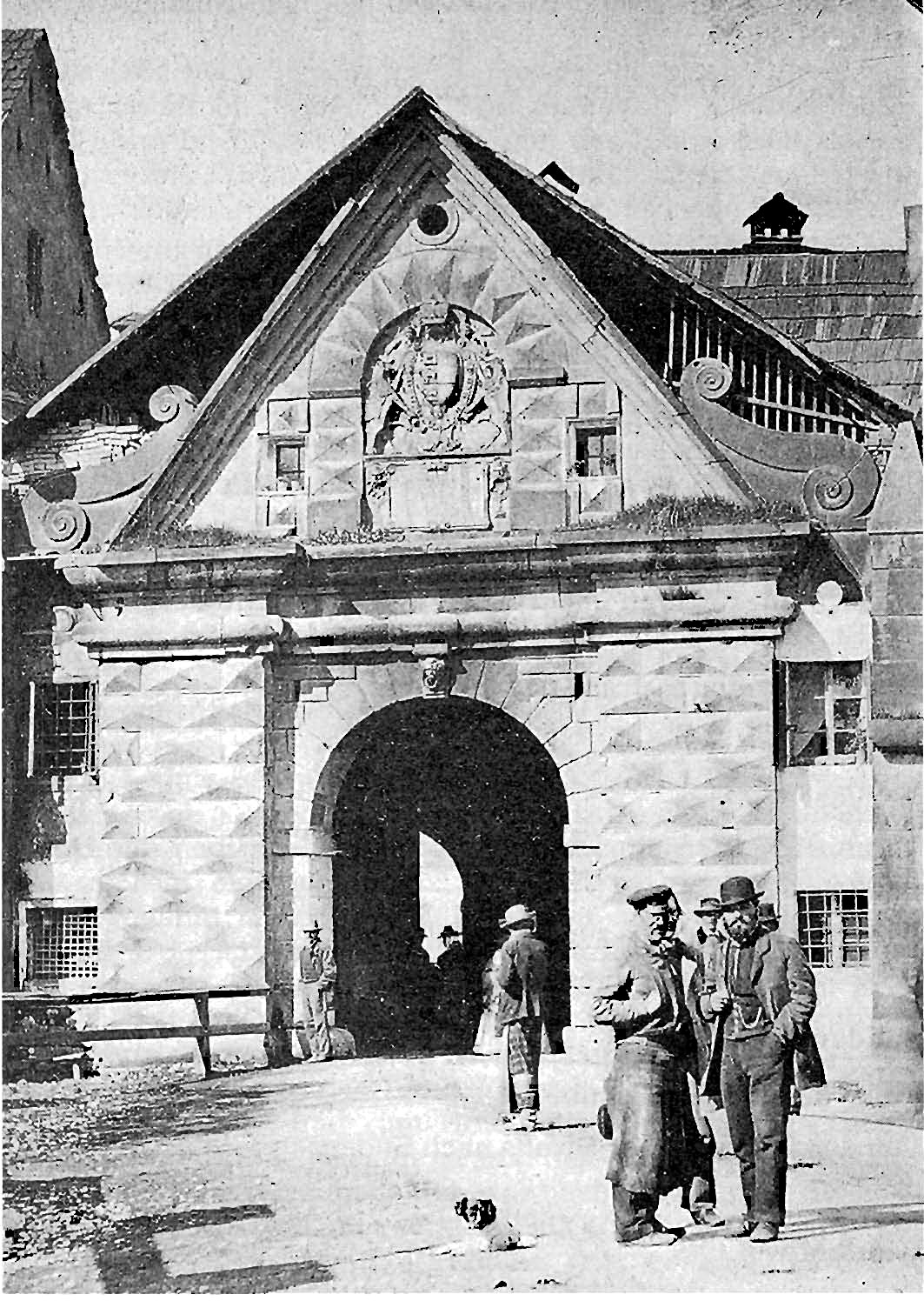
Völkermarkter Tor (um 1867)

## Geographie
Die Völkermarkter Vorstadt liegt östlich der Klagenfurter Innenstadt.
Der Bezirk grenzt im Westen an den Völkermarkter Ring, die Grenze verläuft im Norden entlang der Pischeldorfer Straße und entlang des Flusses Glan bis zur Völkermarkter Straße. Im Osten entlang der Linie Völkermarkter Straße – Reichenberger Straße – Ebentaler Straße – St. Peter Straße und im Süden entlang des Rudolfsbahngürtels und der Lastenstraße.

## Geschichte
Die Völkermarkter Vorstadt gehört zum historischen Stadtgebiet von Klagenfurt und umfasst jenes Gebiet, das östlich der ehemaligen Stadtmauer lag. Über das Völkermarkter oder Schwarze Tor an der heutigen Salmstraße war sie mit der Innenstadt verbunden. Im Jahr 1893 wurde die Völkermarkter Vorstadt geringfügig erweitert.

## Verwaltungsgliederung
Die Völkermarkter Vorstadt bildet zusammen mit den 4 Bezirken der Klagenfurter Innenstadt und den Bezirken St. Veiter Vorstadt, Viktringer Vorstadt und Villacher Vorstadt die Katastralgemeinde Klagenfurt.

## Bauwerke

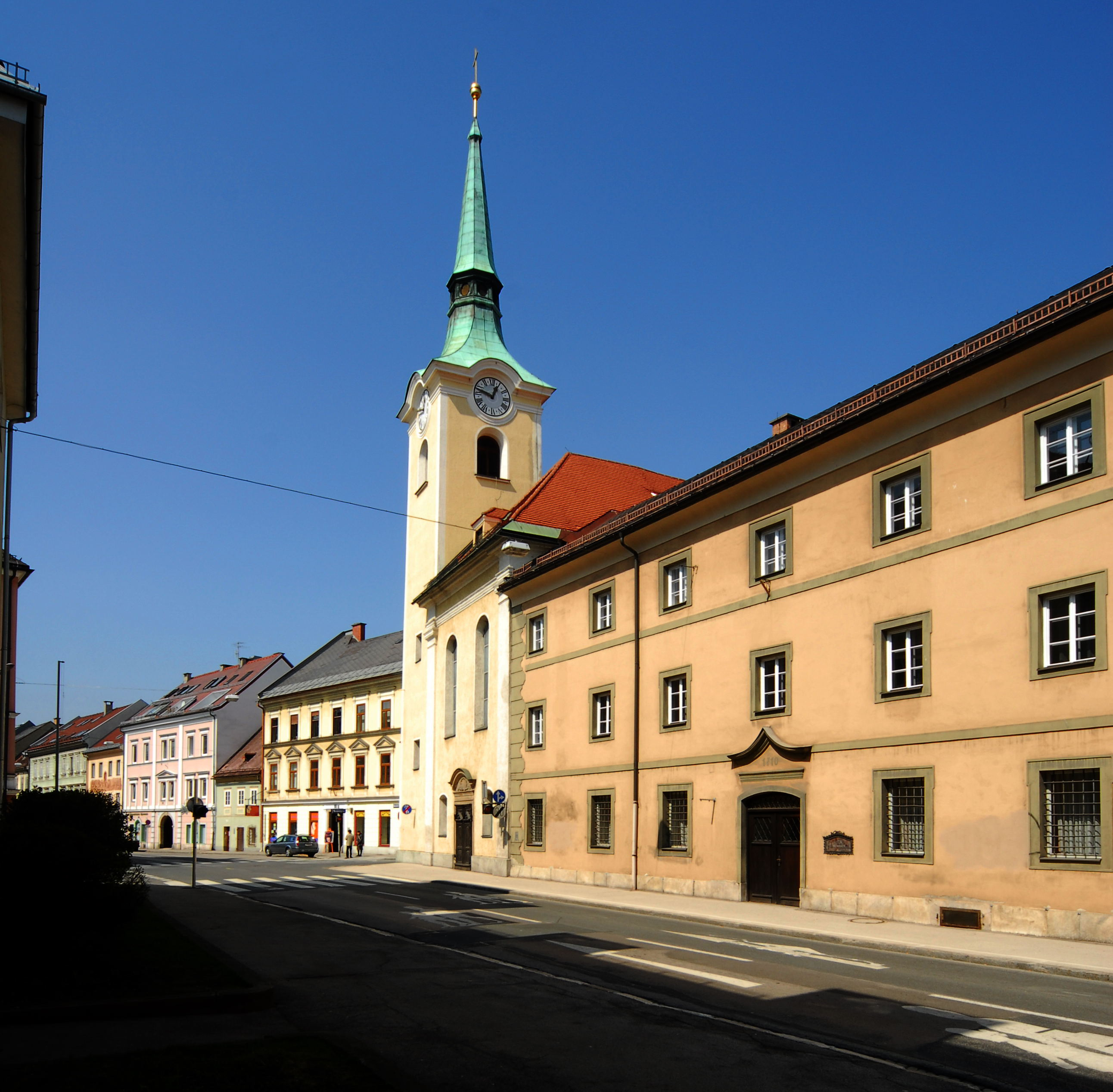
Ehemalige Pfarrkirche Sankt Lorenzen und Elisabethinenkloster in der Völkermarkter Straße

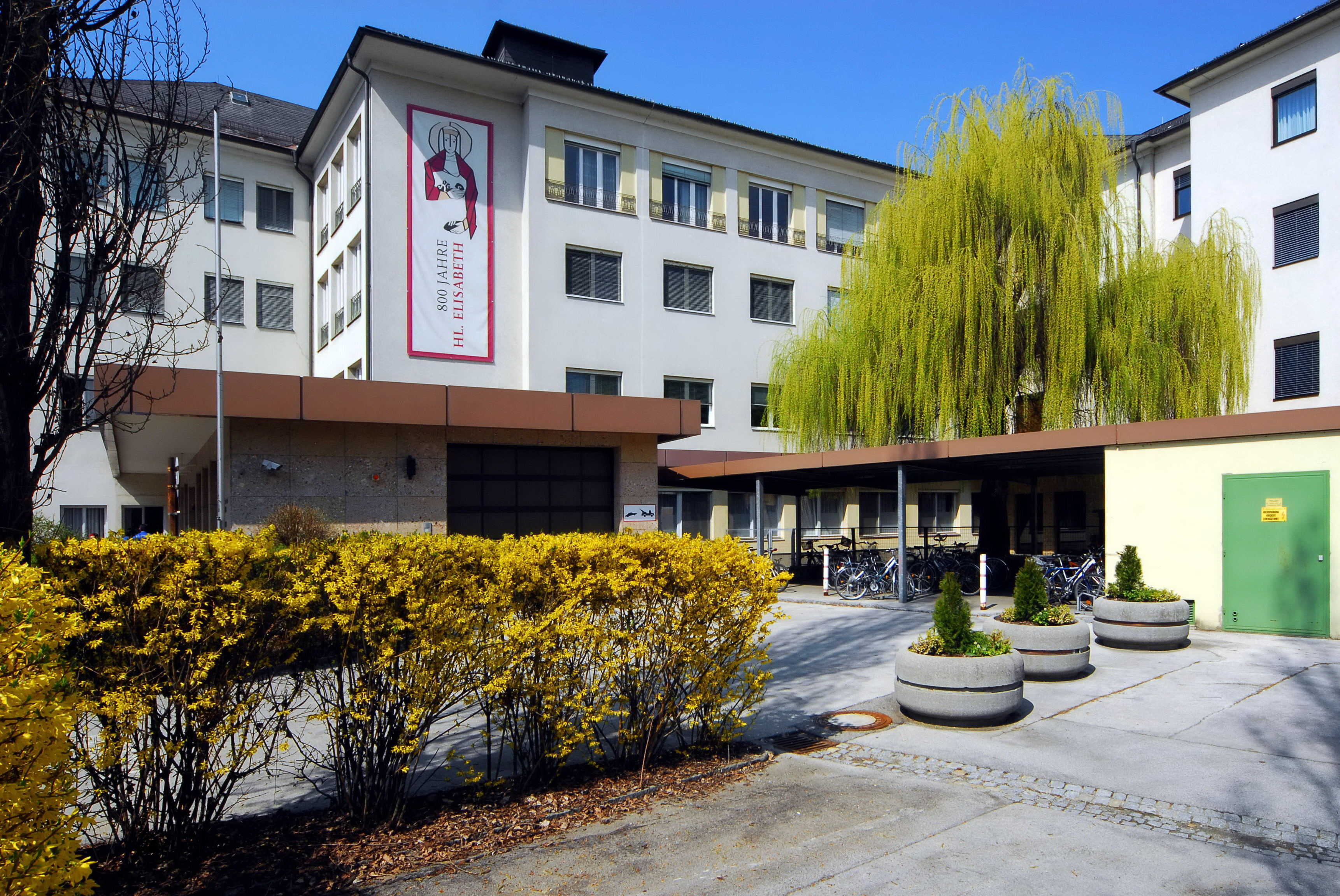
Elisabethinenspital

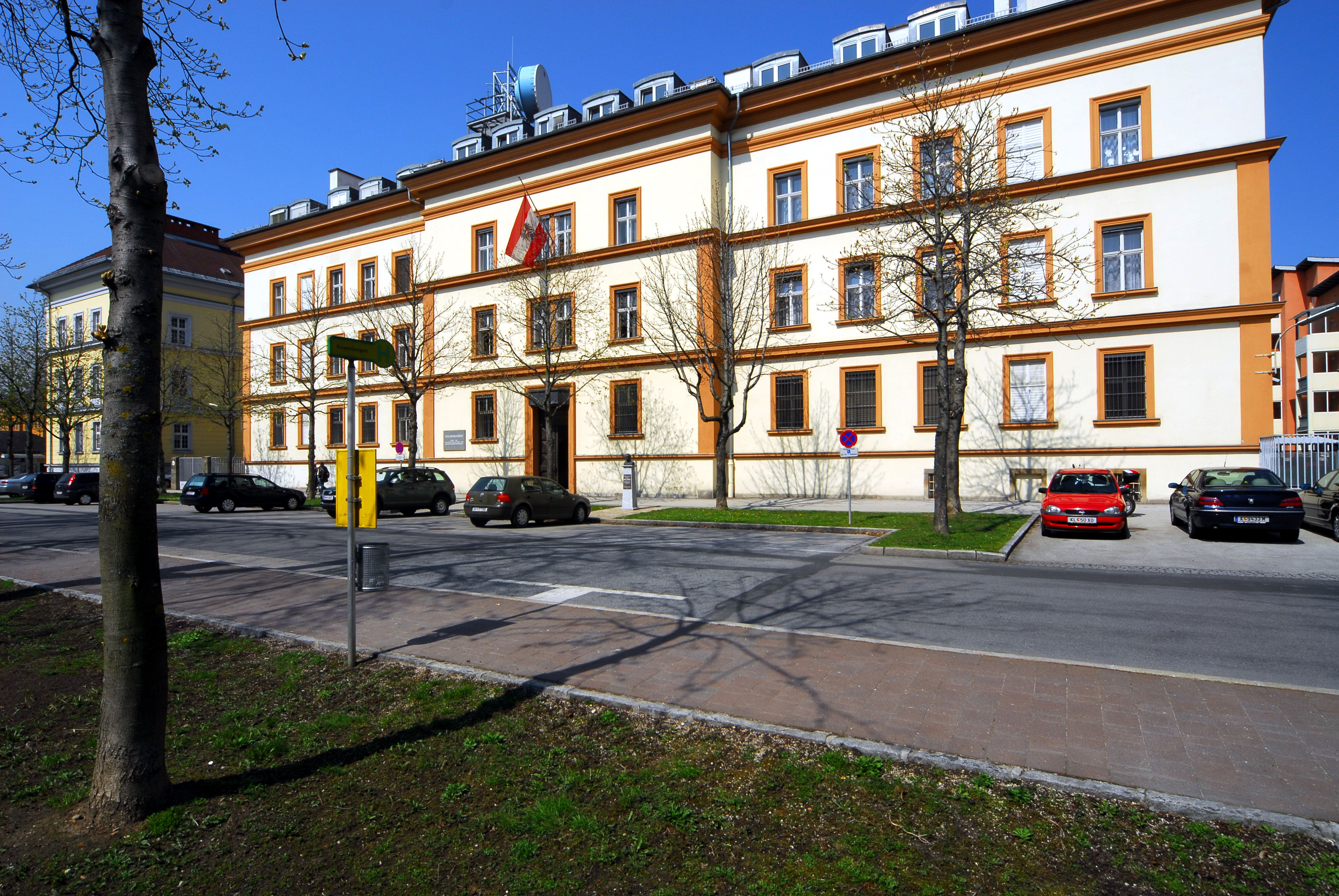
Militärkommando Kärnten

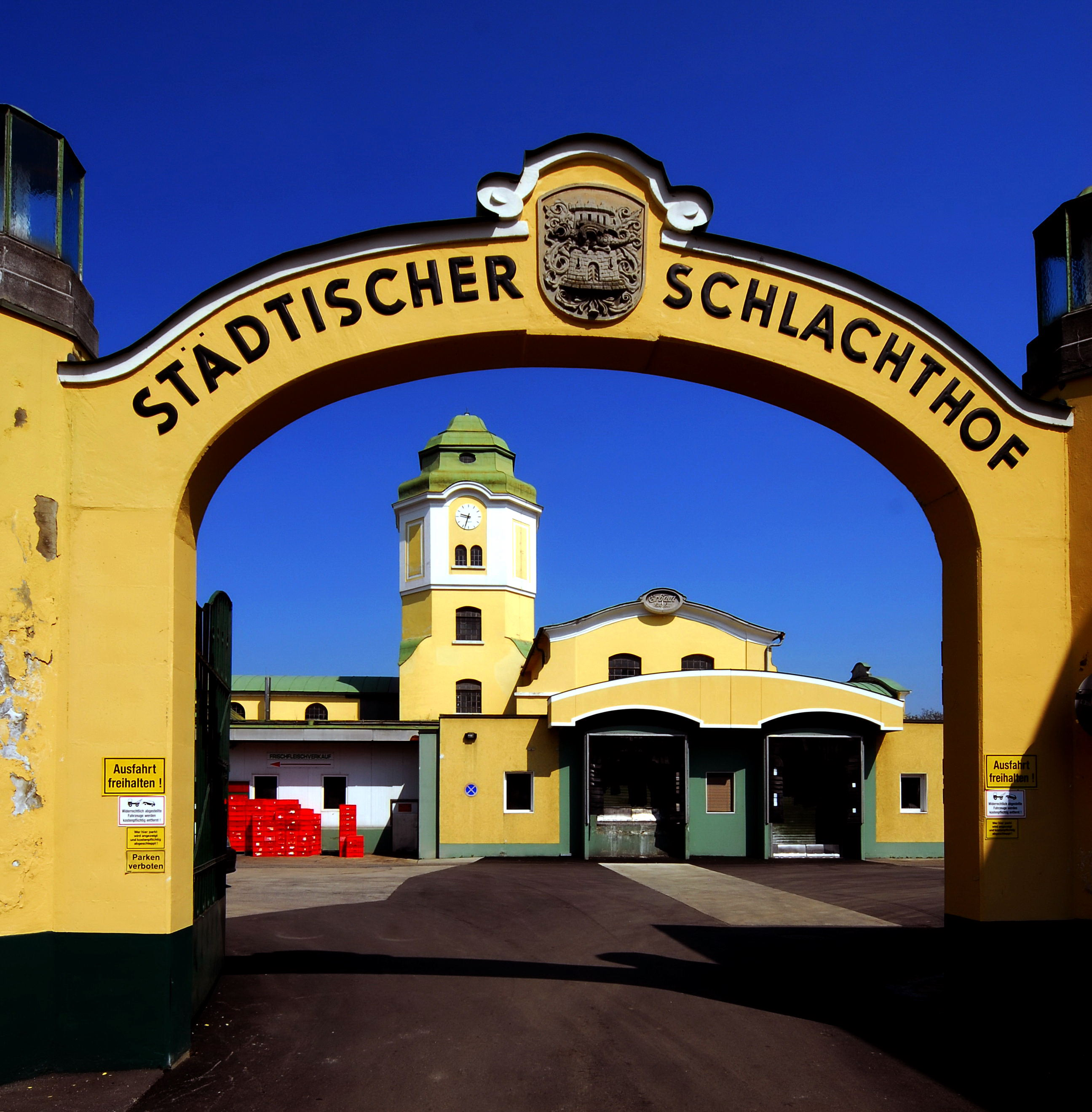
Städtischer Schlachthof in der Schlachthofstraße 7

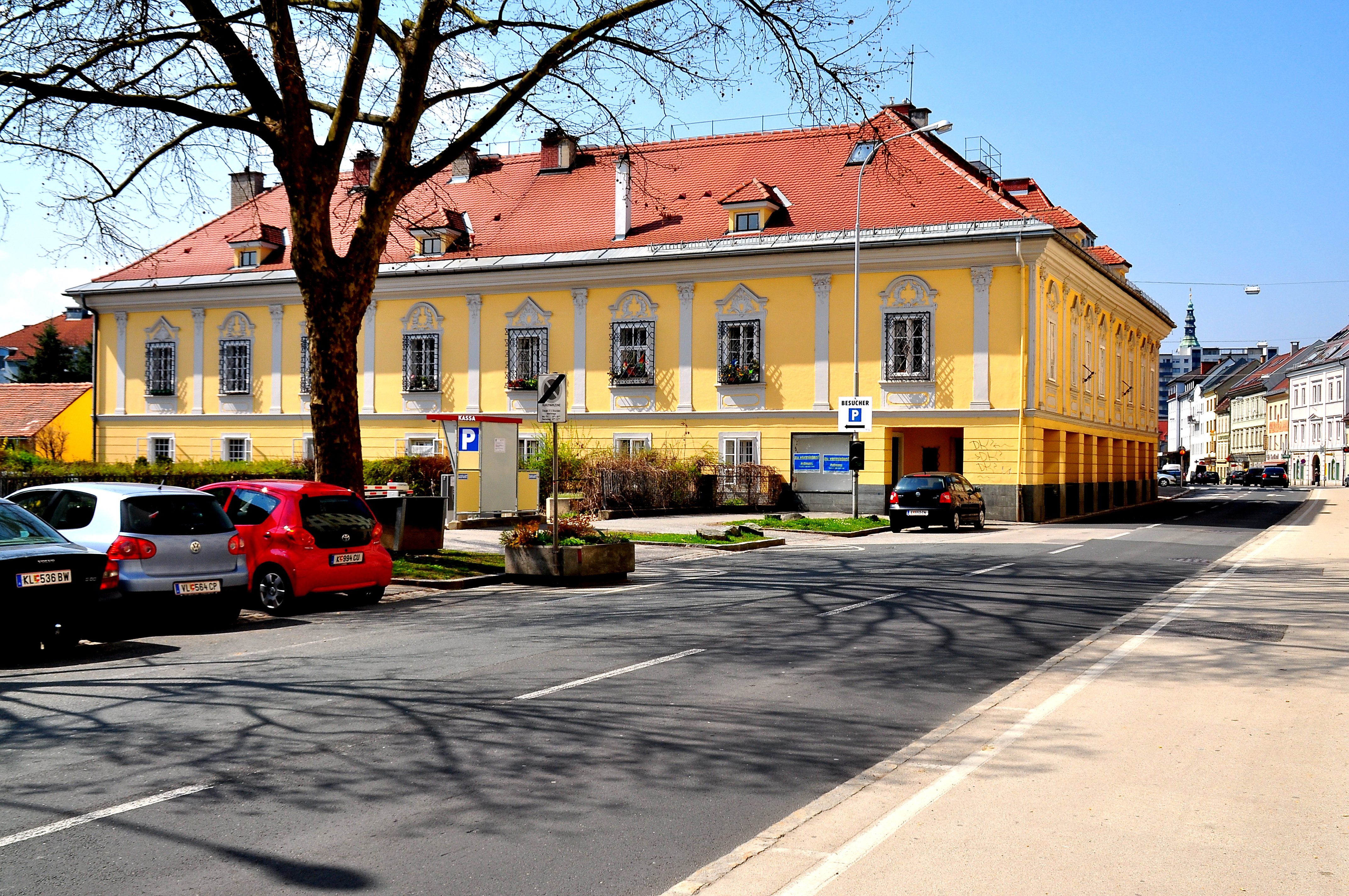
Völkermarkterstraße 16: „Jesuitenstöckl“

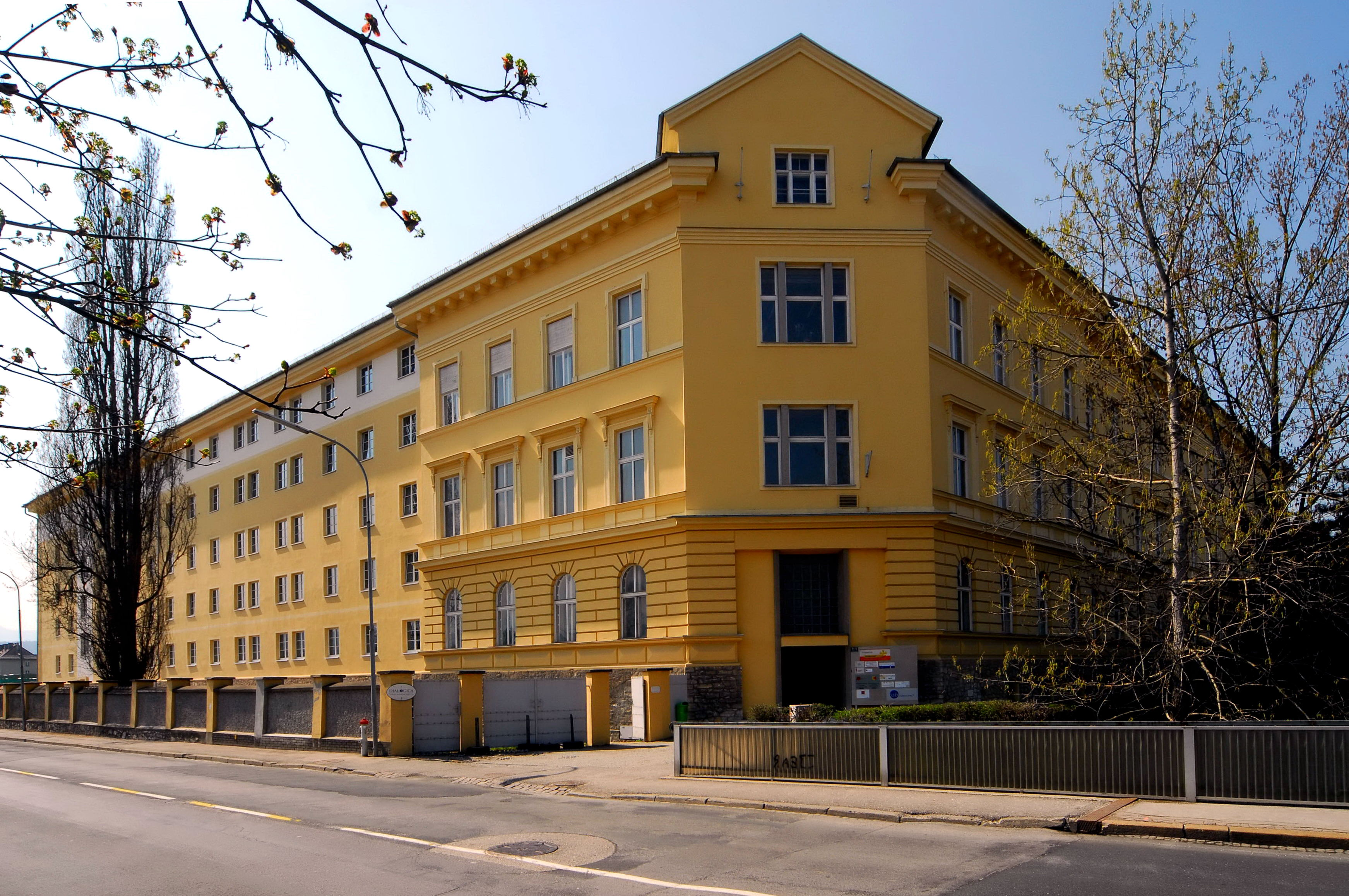
Völkermarkterstraße 36 (ehemaliges Knabenseminar Marianum)

### Sakralgebäude
Der Bezirk gehört zur Gänze zur katholischen Pfarre St. Lorenzen.
- Die ehemalige Pfarrkirche St. Lorenzen in der Völkermarkter Straße wurde in den Jahren 1720 bis 1730 an das im Jahr 1710 errichtete Elisabethinenkloster angebaut. Die Bauten wurden durch Erzherzogin Maria Anna, einer Tochter Kaiserin Maria Theresias gefördert. Im Jahr 1768 wurde das Elisabethinenspital errichtet und im Jahr 1776 begann Erzherzogin Maria Anna mit dem Bau ihrer Residenz (jetzt Bischöfliches Palais). Bis ins Jahr 1853 gehörte St. Lorenzen zur Dompfarre, dann wurde es selbständige Pfarre. Der erste Pfarrer, Jakob Paulitsch, wurde später Bischof von Gurk.
- Das Elisabethinenkloster in der Krypta der Klosterkirche befindet sich die Gruft der Elisabethinen, in der auch Erzherzogin Maria Anna bestattet wurde.
- Zur Pfarre St. Lorenzen gehören außerdem folgende Kapellen: Die Kapelle im Elisabethinenkloster, die Krankenhauskapelle der Elisabethinen (1973), die Kapelle der bischöflichen Residenz (1769–1776).

### Profanbauwerke
- Marianum (Bischöfliche Residenz): als Residenz für Erzherzogin Maria Anna nach Plänen von Nikolaus Pacassi gebaut (1769–1776), seit ihrem Tod im Jahr 1789 Residenz der Bischöfe von Gurk.
- Krankenhaus der Elisabethinen
- Ostbahnhof
- Bezirkshauptmannschaft Klagenfurt-Land
- Standesamt
- Höhere Technische Lehranstalt
- Bundesgymnasium der Slowenen
- Handelsakademie
- Knabenseminar Marianum und Priesterseminar
- Windischkaserne und Hülgerthkaserne (Militärkommando Kärnten)
- Arbeitsmarktservice
- Städtischer Schlachthof

### Bischöfliches Palais

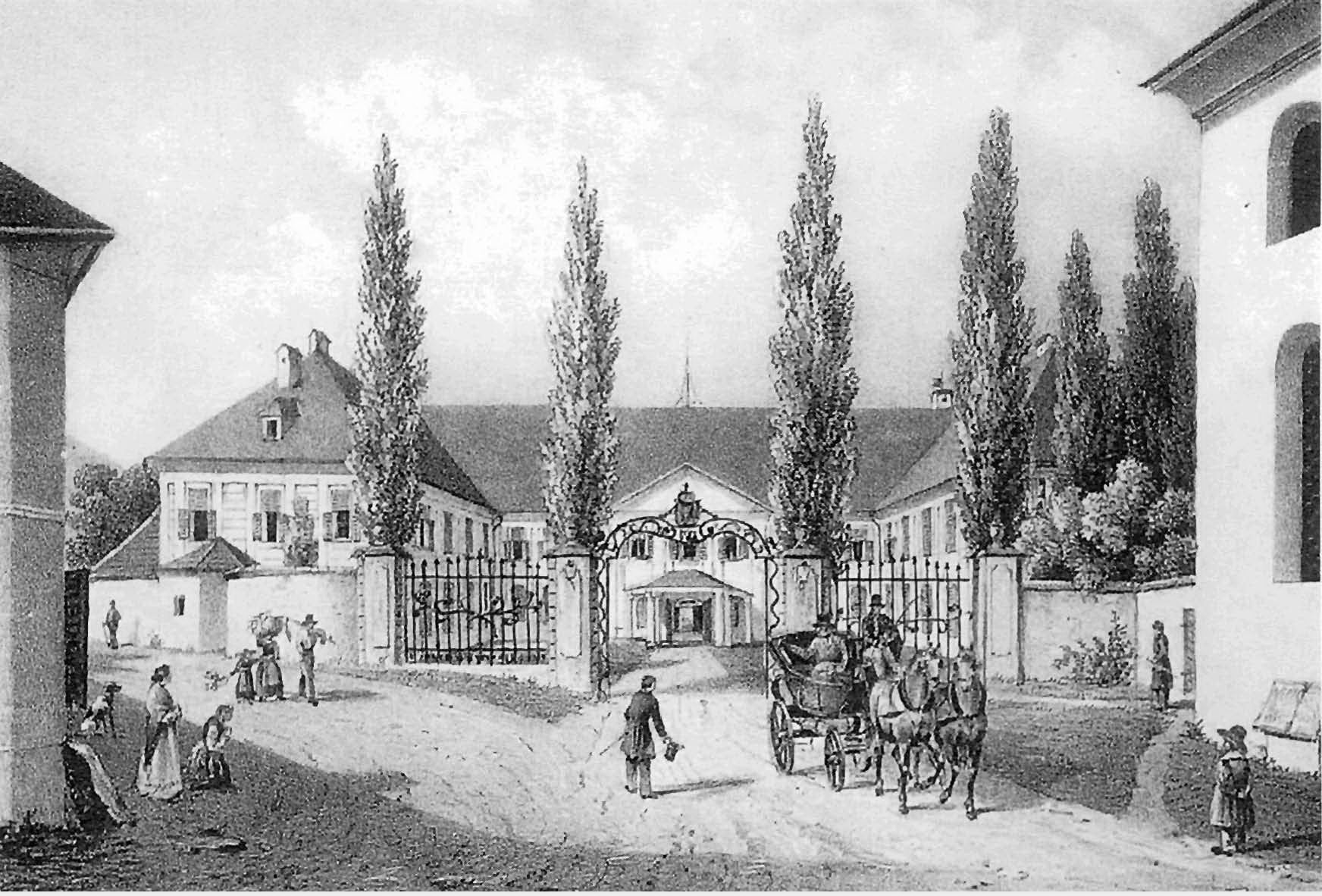
Marianum auf einer Lithographie des 19. Jahrhunderts
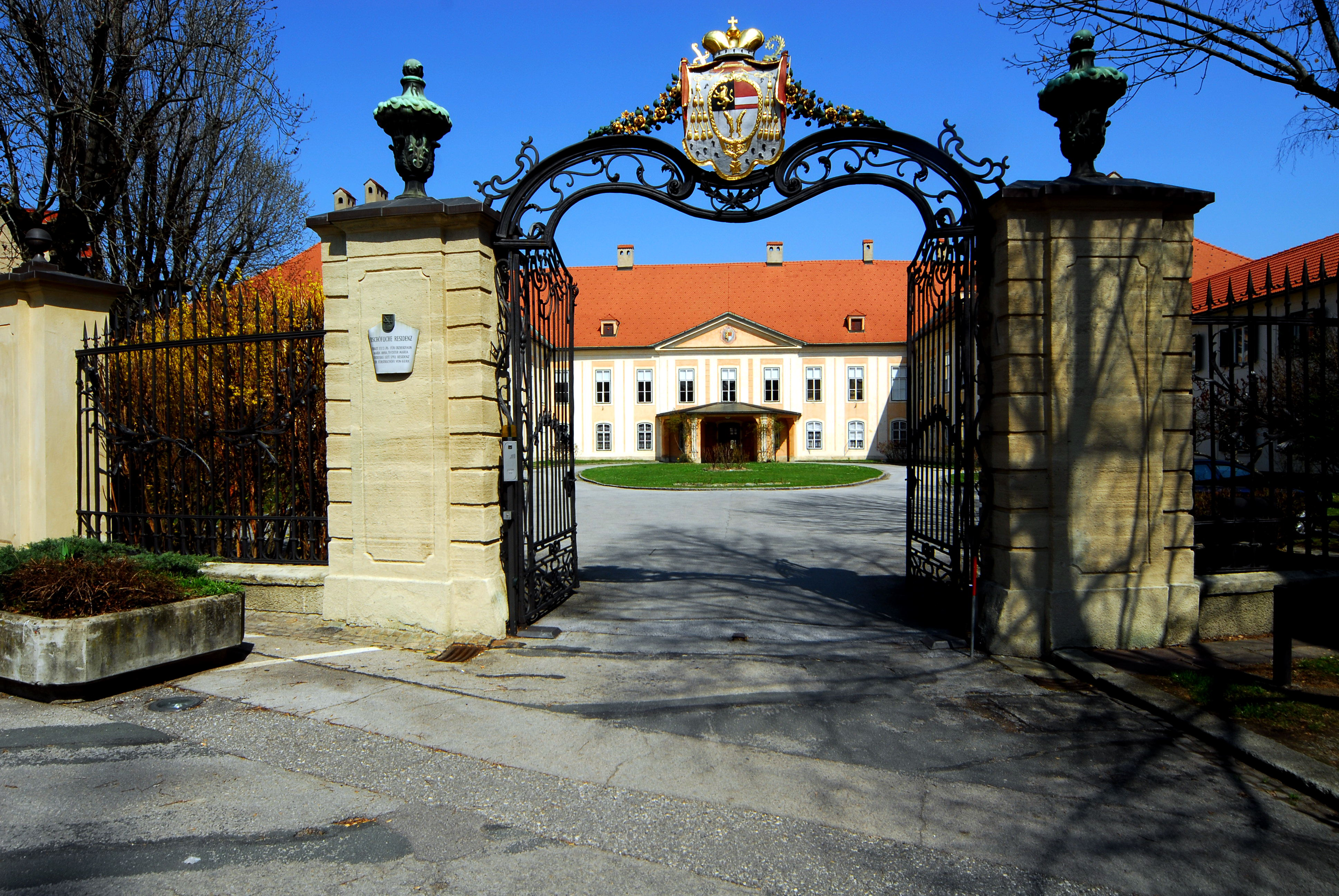
Bischöfliche Residenz in der Mariannengasse

In der Völkermarkter Vorstadt liegt das Palais bzw. die Residenz des Gurker Bischofs. Ein repräsentatives Gittertor mit dem Wappen des Fürstbischofs und Kardinals Franz II. Altgraf von Salm-Reifferscheidt-Krautheim (1783–1822) führt in den hufeisenförmigen Ehrenhof, dessen zurückhaltend gegliederte Fassade unter einem Dreiecksgiebel bereits auf die Überwindung des Barock durch den Geist der Aufklärung in der Architektur dieser Zeit darstellt. Ein Vestibül führt im Erdgeschoß beidseitig in die Arbeitsräume der bischöflichen Administration, eine einläufige Treppe aber ins Obergeschoß, in dem sich im Osttrakt die bischöflichen Repräsentationsräume befinden. Während den schmäleren Seitentrakten hofseitig Gänge vorgelegt sind, ist der mittlere Haupttrakt nach französischem Geschmack zweihüftig (mit zwei untereinander korrespondierenden Zimmerreihen) angelegt. Die Räume spiegeln den frühen Klassizismus der Zeit des Kardinals Salm um das Jahr 1800 wider. Besonders bemerkenswert sind das südliche vertäfelte Eckzimmer mit 13 eingelassenen Ölgemälden von Mitgliedern seiner Familie (Werke von Georg Weikert) sowie die im Jahr 1797 von Salm eingerichtete Kapelle im Mitteltrakt mit einer Kopie der Gurker Pieta Raffael Donners und Assistenzfiguren. Der einfache Empiresaal wurde seiner architektonischen Gliederung durch eine Umgestaltung im Jahr 1958 zum Teil beraubt.
Das Palais in den Jahren 1769 bis 1776 nach Plänen des Wiener Hofbaumeisters Nicolaus Pacassi errichtet, nachdem Maria Anna (1738–1789), eine Tochter der Kaiserin Maria Theresia, beschlossen hatte, sich nach dem Tod ihrer Mutter in der Nähe des von ihr geförderten Elisabethinenklosters anzusiedeln. Sie war somit die einzige Habsburgerin, die dauerhaft in Klagenfurt residierte. Die zeitlebens kränkelnde Erzherzogin war überaus sozial-karitativ engagiert und sammelte um sich einen Kreis gelehrter und freisinniger Personen, wodurch das Palais zu einem lokalen Zentrum der Aufklärung wurde. Nach ihrem Tod bezog Fürstbischof Salm das Gebäude, der bereits zwei Jahre vorher aus Schloss Pöckstein in Zwischenwässern nach Klagenfurt übersiedelt war und zunächst im ehemaligen Stadtpalais des Viktringer Abtes (an der Südostecke des Neuen Platzes, Nr. 10) residiert hatte. Es ist somit zwar innerhalb der Schlossbauarchitektur Kärntens ein imperialer, vom Wiener Hof in die Provinz übertragener „Fremdkörper“, aber gerade deswegen von kulturgeschichtlichem Bedeutung.

## Persönlichkeiten
- Erzherzogin Maria Anna (1738–1789)
- Jakob Paulitsch (1757–1827), Bischof von Gurk, Pfarrer von St. Lorenzen